# Самоубийца (фильм)
«Самоубийца» — советский художественный фильм режиссёра Валерия Пендраковского, экранизация одноимённой пьесы Николая Эрдмана.

## Сюжет
Маленький человек Семён Семёнович Подсекальников (Сергей Шакуров) живёт на иждивении жены, «измученной женщины», которой однажды ночью устраивает «пантомиму» на тему ливерной колбасы. Проснувшись и не обнаружив мужа рядом, Мария Лукьяновна (Ирина Бякова) воображает себе, что он собрался покончить с собой. О происшествии ставят в известность Калабушкина (Леонид Куравлёв), соседа Подсекальниковых по коммунальной квартире. Калабушкин требует от Подсекальникова сдать оружие, которого у него нет, а затем сам же подкладывает ему в пальто револьвер. Слух о предстоящем самоубийстве Подсекальникова распространяется стремительно, жильцы «дома коммунистического быта» наперебой предлагают ему застрелиться не просто так, а во имя чего-то. Назначив дату и время самоубийства, жильцы никак не могут договориться между собой, во имя чего же всё-таки застрелиться Подсекальникову.
В день предстоящего самоубийства заинтересованные в этом лица устраивают шикарный банкет с цыганами. Наконец-то Подсекальников впервые в жизни никого не боится и может говорить и делать, что хочет, ведь всё равно умирать. В изрядном подпитии он даже звонит в Кремль: «Я Маркса прочёл и Маркс мне не понравился. Повесили трубку — меня испугался Кремль!». В назначенное время Подсекальников прощается со всеми присутствующими и удаляется, прихватив бутылку «для храбрости». Он готовится к самоубийству — занавешивает зеркала, кладёт венок на свой гроб, но в последний момент ему не хватает решительности. Услышав приближение жильцов, Подсекальников ложится в гроб, притворившись мёртвым, и выслушивает панегирики на собственной панихиде и соболезнования безутешной «вдове». Наконец, он не выдерживает этого представления и «воскресает». Подсекальников передумал, теперь он уже не хочет умирать ни за кого: «Все ваши достижения оставьте себе, а мне дайте тихую жизнь и приличную зарплату. Нам трудно жить, разрешите нам это говорить хотя бы шёпотом». Оскорблённые в лучших чувствах граждане понимают, что их обманули, и требуют от Подсекальникова возместить расходы или довести задуманное до конца. В ответ Подсекальников предлагает вместо себя застрелиться любому из присутствующих. В итоге ему приходится спасаться бегством, следом за ним гонятся возмущённые жильцы.
Заканчивается фильм символично: в последних сценах герои бегут по улицам Москвы 1990 года, проходя мимо митингов только разрешённых новых политических партий: демократов, националистов и т.д. Вслед героям оборачиваются участники этих митингов — все они оказываются с лицами главного героя, «подсекальниковыми».
Действие фильма чередуется с музыкальными номерами, в которых звучат сатирические куплеты в исполнении конферансье (Валентин Гафт).

## В ролях
- Сергей Шакуров — Подсекальников, маленький человек
- Леонид Куравлёв — Калабушкин, заведующий тиром
- Александр Трофимов — Аристарх Доминикович, интеллигент
- Вячеслав Невинный — Пугачев, торговец
- Владимир Меньшов — Виктор Викторович, писатель
- Елена Степаненко — Клеопатра Максимовна
- Ольга Волкова — Раиса Филипповна
- Ирина Бякова — Мария Лукьяновна
- Елизавета Никищихина — Серафима Ильинична
- Игорь Кашинцев — отец Елпидий
- Елена Бушуева — Маргарита Ивановна
- Валентин Гафт — конферансье

в эпизодах:
- Александра Терёхина
- Галина Семёнова
- Владимир Фирсов
- Сергей Габриэлян
- Борис Юрченко
- Виктор Махмутов
- Валерий Ненашев
- Игорь Марычев
- Игорь Ветров
- Готлиб Ронинсон — вырезающий профили вождей
- Андрей Крюков
- Людмила Колпакова
- Е. Лысова
- Александр Мыльников
- Роман Барышев
- Валерий Гущенков
- Дима Предтеченский

## Съёмочная группа
- Автор сценария и режиссёр-постановщик: Валерий Пендраковский
- Оператор-постановщик: Валентин Макаров
- Художник: Борис Бланк
- Композитор: Эдисон Денисов
- Звукооператор: Рэм Собинов
- Государственный симфонический оркестр кинематографии
- Дирижёр: Сергей Скрипка
- Текст песен: Юрий Ряшенцев
- Режиссёр: Ольга Алексеева
- Оператор: Вадим Милиоти
- Монтаж: Н. Добрунова
- Грим: Н. Колодкина
- Костюмы: Т. Разумовская
- Комбинированные съёмки: оператор Александр Двигубский, художник Павел Хурумов
- Балетмейстер: Е. Зернов
- Редактор: Н. Боярова
- Музыкальный редактор: А. Лаписов
- Ассистенты:
  - режиссёра Р. Фёдорова, Л. Везне
  - оператора Е. Донской, И. Зиньковский
- Художник-декоратор: Ф. Билимов
- Постановщик трюков: Сергей Воробьёв
- Административная группа: Р. Кулабухова, К. Федосеева
- Директор: Юрий Беспалов

## Дополнительные факты
- В фильме процитировано высказывание Сталина о пьесе Эрдмана:

…Я не очень высокого мнения о пьесе «Самоубийца». Ближайшие мои товарищи считают, что она пустовата и даже вредна… (1931)

- Отдельные сцены фильма были сняты на крыше «Дома на набережной» в Москве.